# Utimaco
Utimaco Safeware AG – przedsiębiorstwo informatyczne założone w 1983 roku w Oberursel w Niemczech, notowane na Frankfurckiej Giełdzie Papierów Wartościowych.
Zajmuje się produkcją rozwiązań związanych z bezpieczeństwem danych. Jego produktami są: SafeGuard Easy, służący do zabezpieczania komputerów przed nieautoryzowanym dostępem, SafeGuard PDA, SafeGuard LAN Crypt, SafeGuard Private Disk, SafeGuard PrivateCrypto oraz rozwiązanie do administracji w ramach polityki bezpieczeństwa firmy – SafeGuard Advanced Security.